# Call of Duty: Black Ops 7
Call of Duty: Black Ops 7   es un próximo videojuego de disparos en primera persona, codesarrollado por Treyarch y Raven Software y publicado por Activision. Es la vigésimo segunda entrega de la serie Call of Duty y la octava entrega principal de la subserie Black Ops, tras Call of Duty: Black Ops 6 (2024). Ambientado en 2035, la historia de Black Ops 7, disponible en modo individual o cooperativo, seguirá a un equipo de agentes liderado por David Mason tras Call of Duty: Black Ops II (2012). Al igual que anteriores títulos de Call of Duty, el juego también incluirá un componente multijugador y el modo cooperativo zombis por rondas. El lanzamiento de Black Ops 7 está previsto para 2025 para PlayStation 4, PlayStation 5, Windows, Xbox One y Xbox Series X/S.

## Jugabilidad y premisa
Call of Duty: Black Ops 7 será un juego de disparos en primera persona, con una campaña para un jugador/cooperativa, un componente multijugador y el modo cooperativo zombis por rondas. Ambientado en 2035, diez años después de los eventos de Call of Duty: Black Ops II (2012), se espera que la campaña siga al protagonista de Black Ops II, David Mason (Milo Ventimiglia), y a su equipo de agentes mientras persiguen a «un enemigo manipulador que convierte el miedo en un arma por encima de todo».

## Desarrollo
Black Ops 7 está siendo desarrollado conjuntamente por Treyarch y Raven Software. Los detalles iniciales que rodean el juego comenzaron a surgir a fines de 2023, cuando Insider Gaming informó que el título sería una continuación de Black Ops II ambientado tras la muerte del principal antagonista de ese título, Raul Menendez. En abril de 2025, una persona que supuestamente asistió a una reunión de prueba de un grupo de estudio para el juego compartió más detalles sobre Black Ops 7, incluida la ambientación de 2035, la campaña cooperativa y el modo zombis.

## Marketing
Activision y Microsoft lanzaron un tráiler cinematográfico de Black Ops 7 durante el evento Xbox Games Showcase de 2025 el 8 de junio, y revelaron el título y la premisa de la historia del juego; se espera que la revelación completa se estrene en el verano de 2025. El mismo día, Variety compartió detalles iniciales sobre el elenco del juego, incluyendo la elección de Milo Ventimiglia como David Mason y de Kiernan Shipka como Emma Kagan, la directora ejecutiva de una organización llamada «The Guild»; Michael Rooker también repetirá su papel como Mike Harper, un personaje secundario de Black Ops II.

## Lanzamiento
Black Ops 7 está previsto su lanzamiento en 2025 para PlayStation 4, PlayStation 5, Windows, Xbox One y Xbox Series X/S. Estará disponible para los suscriptores de planes seleccionados de Xbox Game Pass el día del lanzamiento, incluidos Xbox Game Pass Ultimate y PC Game Pass.